# Urricelqui
Urricelqui (Urritzelki en euskera y cooficialmente) es un pueblo de la comunidad foral de Navarra situado a 19 km de la capital (Pamplona) que se encuentra en la comarca de Aoiz y dentro del municipio de Lizoáin con otros pueblos como Zalba, Laboa, Yelz, Uroz.
Tiene una superficie de 3,04 km cuadrados y con una población de 12 habitantes.
Tiene una casa rural, cultivos, y un dolmen de la Edad de Bronce.